# Boys (Lied)
Boys (englisch für: Jungs) ist ein Lied der weiblichen Soul-Gesangsgruppe The Shirelles, das 1960 als Single B-Seite veröffentlicht wurde. Komponiert wurde es von Luther Dixon und Wes Farrell.
In 1963 wurde Boys von der britischen Band The Beatles auf ihrem Studioalbum Please Please Me veröffentlicht.

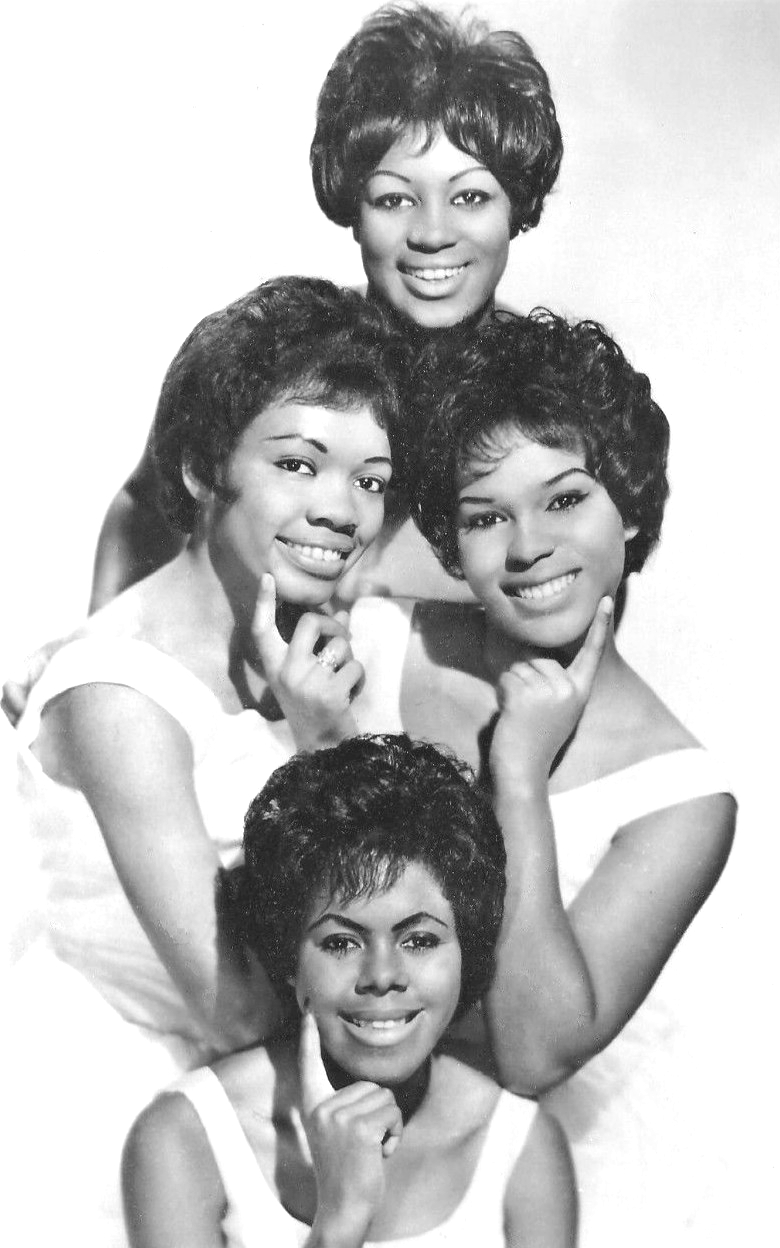
The Shirelles, 1962

## Hintergrund
The Shirelles veröffentlichten im November 1960 die Single A-Seite Will You Love Me Tomorrow auf Scepter Records, die Platz 1 der US-amerikanischen Charts erreichte. Die B-Seite ist Boys.
Während der Studioaufnahmen zum Album Please Please Me nahmen die Beatles sechs Fremdkompositionen für das Album auf, da sie nicht genügend Eigenkompositionen hatten, eines davon war Boys. Die Beatles nahmen für ihr Debütalbum mit Baby It’s You noch ein weiteres Lied von The Shirelles auf. Boys war das erste Lied bei dem Ringo Starr bei den Beatles den Gesang übernahm. Boys gehörte 1963/64 zum Liverepertoire der Beatles.
Paul McCartney sagte zum Lied: „Ringo hatte immer einen Song in unserer Show. Damals war es Boys. Es passte nicht so ganz, denn in dem Song hieß es: „I`m talking about Boys- yeah yeah-Boys“ Wir haben jedoch nie daran gedacht, den Song in Girls umzubenennen, nur weil Ringo ein Kerl war. Wir sangen den Song so, wie wir ihn kannten, und dachten uns nichts dabei.“
Ringo Starr verwendete Boys seit 1989 für seine Liveauftritte.

## Aufnahme der Beatles
Zehn der vierzehn Lieder des ersten Beatlesalbums Please Please Me nahm die Band am 11. Februar 1963 in den Londoner Abbey Road Studios auf – darunter Boys. Produzent war George Martin, assistiert vom Toningenieur Norman Smith. Die Band nahm einen Take zwischen 20:45 und 21 Uhr auf. Den 25. Februar 1963 verbrachte Martin damit, ohne die Beatles, die Aufnahmen in Mono und Stereo abzumischen.
Besetzung
- John Lennon: Rhythmusgitarre, Hintergrundgesang
- Paul McCartney: Bass, Hintergrundgesang
- George Harrison: Leadgitarre, Hintergrundgesang
- Ringo Starr: Schlagzeug, Gesang

## Veröffentlichungen
- Im November 1960 wurde die Single Will You Love Me Tomorrow/ Boys von The Shirelles veröffentlicht.[3]
- 1962 wurde Boys erstmals auf einem Album von The Shirelles mit dem Titel Tonight`s the Night veröffentlicht.[4]
- Am 22. März 1963 erschien Boys in Großbritannien auf dem ersten Beatles-Album Please Please Me.
- Am 16. September 1963 erschien in Deutschland die Beatles-Single Twist and Shout / Boys.[5]
- In den USA wurde Boys erstmals auf dem dortigen Debütalbum Introducing… The Beatles am 10. Januar 1964 veröffentlicht.
- Am 4. Mai 1977 erschien das Beatles-Livealbum The Beatles at the Hollywood Bowl, auf dem sich Boys befindet.
- Für BBC Radio nahmen die Beatles unter Live-Bedingungen sieben weitere Fassungen von Boys auf, von denen die Aufnahme vom 17. Juni 1963, im BBC Maida Vale Studios, London, auf der Beatles-EP Baby It’s You am 20. März 1995 erschien. Die gleiche Version erschien auf dem Album On Air – Live at the BBC Volume 2 am 8. November 2013.[6]
- Am 20. November 1995 wurde das Beatles-Kompilationsalbum Anthology 1 veröffentlicht, auf dem sich eine Live-Aufnahme vom 19. April 1964 in Mono von Boys befindet, die für die Fernsehsendung Around The Beatles aufgenommen wurde.
- Auf dem Beatles-Album The Beatles Bootleg Recordings 1963, erschienen am 17. Dezember 2013, wurden zwei weitere BBC-Versionen von Boys veröffentlicht: Aufnahme vom 1. April 1963 im BBC Picadelly Theatre, London und Aufnahme vom 3. September 1963 im Studio Two, Aeolian Hall, London.
- Ringo Starr nahmen Boys für folgende Livealben auf: Ringo Starr and His All Starr Band Volume 2: Live from Montreux (1993), Ringo Starr and His Third All-Starr Band Volume 1 (1997), Tour 2003 (2004) und Ringo Starr: Live at Soundstage (2007).

## Weitere Coverversionen
- Pete Best – Boys / Kansas City [7]
- The Flamin’ Groovies – Jumpin`in the Night [8]
- The Gain – Beet the Meatles! [9]